# 横浜バークルーズ
一般社団法人横浜バークルーズ（よこはまバークルーズ）は、神奈川県横浜市の一般社団法人。横浜を拠点とし、バーなどの飲食店を観光のハブと考え利用者誘致と地域活性を行なっている。

## きっかけ
2010年(平成22年)に、横浜観光コンベンション・ビューローの、観光開発部会における”JAZZ＆Bar”とし活動を開始した。

## 活動
- 2010年
  - 9月21日 最初の活動は横浜観光コンベンション・ビューローの観光開発部会ツアーとして、横浜市中区にある吉田町バーズストリートにて第一回のバークルーズ[2]を実行した[3]。
- 2011年
  - 6月29日 リハーサルとしてアイラブヨコハマのメンバーと吉田町をクルーズ[3]。
  - 7月24日 ”はまっ子旅くらぶ”クルーズを実施[3]。横浜観光コンベンション・ビューロー観光開発部会の会員と吉田町をクルーズ[要出典]。
  - 11月21日 ”VISIT JAPAN Travel Mart2011”において、”横浜おもてなしナイト”を野毛と吉田町で開催。中国、韓国、タイ、ロシアを始めとした海外バイヤーを招待した[4][5][6]。
- 2012年
  - 9月29日から10月8日 横浜トライアスロン大会にあわせて”横浜バークルーズ feat.横浜トライアスロン”を開催[7]
  - 10月6日 横濱中華街にて”緊急企画 横浜バークルーズ”を開催[8]。